# Werner Schulze (General)
Werner Schulze (* 26. September 1934 in Magdeburg; † 10. Januar 2004 in Kesselsdorf) war ein deutscher Militärwissenschaftler und ehemaliger General der Nationalen Volksarmee (NVA) der Deutschen Demokratischen Republik.
Er war Stellvertreter des Chefs und Chef Ausbildung der Militärakademie „Friedrich Engels“ (1985–1990) sowie vordem Kommandeur der Unteroffiziersschule IV (1979–1983) und Kommandeur der 4. Mot.-Schützendivision der NVA (1983–1985).

## Leben

### Herkunft und Ausbildung
Werner Schulze wuchs als Sohn eines Werkzeugmachers in einer Arbeiterfamilie unter einfachen Verhältnissen in Magdeburg auf. Dort besuchte er ab 1941 die Schule, die er mit dem Abitur 1953 abschloss.
Mit seinem freiwilligen Eintritt am 29. Juli 1953 in die bewaffneten Organe der DDR wurde Schulze Angehöriger der Kasernierten Volkspolizei (KVP) und entschloss sich, die Offizierslaufbahn einzuschlagen. Im selben Jahr wurde er als Offiziersschüler an die Panzerschule Großenhain versetzt. 1954 trat er in die Sozialistische Einheitspartei Deutschlands (SED) ein. Anfang 1956 wurde Schulze in die Nationale Volksarmee (NVA) der DDR übernommen. Im August 1956 beendete er die Offiziersschule erfolgreich mit der Ernennung zum ersten Offiziersdienstgrad Unterleutnant.

### Laufbahn im Truppen- und Stabsdienst
Werner Schulze war in seiner ersten Offiziersdienststellung im Mot.-Schützenregiment MSR-17 der 11. Mot.-Schützendivision (11. MSD) als Zugführer, danach bis 1961 als Kompaniechef eingesetzt – am Standort Halle (Saale).
Von 1961 bis 1962 war er Stabschef des Panzerbataillons im Mot.-Schützenregiment MSR-18 der 11. MSD – am Standort Weißenfels.
Von 1962 bis 1966 absolvierte Werner Schulze, nach einem Vorbereitungsjahr in der UdSSR, das dreijährige Direktstudium für Truppenkommandeure der operativ-taktischen Führungsebene an der sowjetischen Militärakademie M. W. Frunse in Moskau, das er als Diplom-Militärwissenschaftler (Dipl.-Mil.) 1966 abschloss.
Nach dem Diplomstudium diente er 1966 bis 1968 in der Funktion Offizier für Gefechtsausbildung in der Abteilung Gefechtsausbildung im Kommando Militärbezirk III – Kdo MB III –am Standort Leipzig. Mit der Versetzung an den Standort Strausberg war er ab 1969 im Stabsdienst in der Verwaltung Ausbildung des Ministeriums für Nationale Verteidigung (MfNV) als Offizier und Oberoffizier für Truppenübungen eingesetzt. Von 1972 bis 1962 arbeitete Schulze in der Dienststellung Leiter Unterabteilung Grundsatzangelegenheiten der Abteilung Mot.-Schützen im Kommando Landstreitkräfte (Kdo LaSK) am Standort Geltow bei Potsdam.
Von 1973 bis 1975 war Schulze wieder im Truppendienst als Kommandeur des Panzerregiments PR-21 der 9. Panzerdivision – am Standort Torgelow.
Von 1975 bis 1977 absolvierte Werner Schulze in einem zweijährigen Direktstudium an der Militärakademie des Generalstabes der Streitkräfte der UdSSR in Moskau eine operativ-strategische Kommandeursausbildung, die er 1977 mit dem Diplom der Generalstabsakademie abschloss.
Nach seiner Rückkehr aus der UdSSR wurde er in der 4. Mot.-Schützendivision (4. MSD) eingesetzt: von 1977 bis 1978 als Stellvertreter des Kommandeurs für Ausbildung (StKA/4. MSD) und von 1978 bis 1979 als Stellvertreter des Kommandeurs und Stabschef (StKSC/4. MSD) – Standort des Stabes in Erfurt.
Danach führte Schulze von 1979 bis 1983 als Kommandeur die Unteroffiziersschule IV (US-IV) „Paul Fröhlich“ im Militärbezirk III – an den Standorten Zwickau und Schneeberg. Am 7. Oktober 1983 wurde er zum Generalmajor ernannt.
Ab 1. November 1983 bis 1985 war Werner Schulze Kommandeur der 4. Mot.-Schützendivision – Standort des Stabes in Erfurt.

### Tätigkeit an der Militärakademie
1985 wurde Werner Schulze nach Dresden an die Militärakademie „Friedrich Engels“ (MAFE) versetzt und übernahm dort die Dienststellung Stellvertreter des Chefs und Chef Ausbildung der Militärakademie (StCCA-MAFE). Dem Chef Ausbildung unterstanden die Abteilung Ausbildung, die Abteilung materielle Sicherstellung der Ausbildung, die Abteilung Mechanisierung und Automatisierung von Führungsprozessen.
Die Dienststellung des Chefs Ausbildung beinhaltete außerdem die Führungsverantwortung für die Gestaltung von Lehre und Forschung in sechs Zentralen Lehrstühlen: Geschichte der Kriege und der Kriegskunst, Funkelektronischer Kampf, Mobilmachung /personelle Auffüllung /Territoriale Verteidigung, Militärische Körperertüchtigung, Mathematik /Physik /Rechentechnik, Fremdsprachen.
Im Vorfeld der Auflösung der Nationalen Volksarmee wurde Werner Schulze, wie die meisten Generale der NVA, auf Ministerbefehl am 30. September 1990 aus dem aktiven Dienst entlassen.
1990 und in den Folgejahren war Werner Schulze weiter beruflich in Sicherheits- und Gebäudereinigungsunternehmen bis zum Erreichen des Rentenalters 2001 tätig.
Werner Schulze verstarb im Jahr 2004 in Kesselsdorf und wurde auf dem dortigen Friedhof (Lage) beigesetzt.

## Auszeichnungen
- Vaterländischer Verdienstorden der DDR in Bronze,
- Kampforden „Für Verdienste um Volk und Vaterland“ der DDR in Silber.[1]